# João Henrique Catan
João Henrique Miranda Soares Catan (Campo Grande, 19 de abril de 1988), também conhecido como João Henrique Catan, é um advogado e político brasileiro filiado ao Partido Liberal (PL).

## Biografia
Se candidatou pela primeira vez ao cargo de vereador de Campo Grande nas eleições municipais de 2016, pelo Partido da Social Democracia Brasileira. Conseguiu 2.629 votos mas não obteve êxito em sua primeira eleição, permanecendo assim na 3º suplência de sua coligação. Decidiu concorrer ao cargo de deputado estadual nas eleições de 2018 pelo Partido da República (atual Partido Liberal). Obteve êxito ao se eleger com cerca de 11 mil votos.
Em 2020 decidiu disputar a prefeitura de Campo Grande pelo Partido Liberal, mas foi derrotado em primeiro turno ao obter apenas 10.123 votos (cerca de 2,44% dos votos válidos) e a sétima posição na disputa. Nas eleições de 2022 foi reeleito deputado estadual com 25.914 votos.

## Elogio ao Mein Kampf
Em 7 de março de 2023, o deputado realizou um discurso na assembleia legislativa do Mato Grosso do Sul, exaltando um livro da biografia de Hitler chamado Mein Kampf e disse que sua defesa que a Assembleia do Mato Grosso do Sul deveria se utilizar como modelo ao qual o governo alemão conseguiu se reestruturar. 
Segundo a defesa do deputado, a fala foi mal interpretada. O deputado entrou na justiça contra sites que repercutiram a fala acusando-os de espalhar fake news.

## Desempenho Eleitoral
| Ano  | Eleição                        | Coligação                                          | Partido | Cargo             | Votos          | Resultado                |
| ---- | ------------------------------ | -------------------------------------------------- | ------- | ----------------- | -------------- | ------------------------ |
| 2016 | Municipal de Campo Grande      | Juntos por Campo Grande (PSDB e PR)                | PSDB    | Vereador          | 2.629 (0,63%)  | Não eleito (3º suplente) |
| 2018 | Estadual em Mato Grosso do Sul | Amor, trabalho e fé (PSC, PR, DC, PRTB, PHS e PTC) | PR      | Deputado estadual | 11.010 (0,86%) | Eleito                   |
| 2020 | Municipal de Campo Grande      | partido isolado                                    | PL      | Prefeito          | 10.123 (2,44%) | Não eleito (7º lugar)    |
| 2022 | Estadual em Mato Grosso do Sul | partido isolado                                    | PL      | Deputado estadual | 25.914 (1,82%) | Eleito                   |